# DHB-Pokal 2012/13
Die Handballspiele um den DHB-Pokal 2012/13 der Männer fanden zwischen August 2012 und April 2013 statt. Die Endrunde, das Final Four, wurde am 13. und 14. April 2013 in der O2 World in Hamburg ausgespielt. Pokalsieger wurde der THW Kiel.
Als Spieltermine wurden für die 1. Runde der 25./26. August 2012, für die 2. Runde der 26. September 2012 und für die 3. Runde der 24. Oktober 2012 festgelegt. Das Achtelfinale fand am 11./12. Dezember 2012, das Viertelfinale fand am 6. Februar 2013 und das Final Four am 13./14. April 2013 statt. In der 1. Pokalmeisterschaftsrunde wurden die Vereine nach geographischen Gesichtspunkten in zwei Gruppen eingeteilt. In den Runden bis zum Viertelfinale hatten immer Spielklassentiefere das Heimrecht gegenüber Spielklassehöheren.

## Hauptrunden

### 1. Runde
Die Auslosung der 1. Runde fand am 4. Juli 2012 statt. In der 1. Runde nahmen keine Mannschaften aus der 1. Bundesliga teil.

#### Nord
Die Spiele der 1. Runde Nord fanden vom 24. bis 26. August 2012 statt. Der Gewinner jeder Partie zog in die 2. Runde des DHB-Pokals 2013 ein.
| Heimmannschaft           | Liga | Endergebnis       | Liga | Gastmannschaft       | Datum & Zeit            |
| ------------------------ | ---- | ----------------- | ---- | -------------------- | ----------------------- |
| SV Post Telekom Schwerin | OL   | 27 : 39 (11 : 20) | 3L   | 1. VfL Potsdam       | 24.08.12, Fr. 20:00 Uhr |
| HSG Tarp-Wanderup        | 3L   | 28 : 30 (15 : 15) | 3L   | ART Düsseldorf       | 25.08.12, Sa. 17:00 Uhr |
| SV Langenweddingen       | 5L   | 20 : 43 (09 : 21) | 2L   | Eintracht Hildesheim | 25.08.12, Sa. 17:30 Uhr |
| HSG Hohn/Elsdorf         | OL   | 19 : 34 (10 : 13) | 2L   | HC Empor Rostock     | 25.08.12, Sa. 18:00 Uhr |
| MTV 1860 Altlandsberg    | OL   | 27 : 39 (14 : 20) | 2L   | TV Emsdetten         | 25.08.12, Sa. 19:00 Uhr |
| TuS Spenge               | OL   | 25 : 28 (14 : 13) | 3L   | HF Springe           | 25.08.12, Sa. 19:15 Uhr |
| VfL Eintracht Hagen      | 3L   | 25 : 30 (15 : 14) | 2L   | HSG Nordhorn-Lingen  | 25.08.12, Sa. 19:30 Uhr |
| OHV Aurich               | 3L   | 23 : 34 (12 : 15) | 2L   | SV Henstedt-Ulzburg  | 25.08.12, Sa. 19:30 Uhr |
| TSV Ellerbek             | OL   | 26 : 45 (12 : 24) | 2L   | ASV Hamm-Westfalen   | 25.08.12, Sa. 19:30 Uhr |
| Borussia Mönchengladbach | OL   | 22 : 30 (10 : 16) | 3L   | TV Korschenbroich    | 25.08.12, Sa. 19:45 Uhr |
| SG TMBW Berlin           | OL   | 23 : 34 (11 : 18) | 2L   | SV Post Schwerin     | 26.08.12, So. 16:00 Uhr |
| TuS Derschlag            | OL   | 24 : 37 (09 : 19) | 2L   | SC DHfK Leipzig      | 26.08.12, So. 17:00 Uhr |
| TSV Bremervörde          | OL   | 19 : 32 (09 : 16) | 2L   | VfL Bad Schwartau    | 26.08.12, So. 17:30 Uhr |

- Der TV Jahn Hiesfeld ist eine Runde weiter durch ein Freilos.

#### Süd
Die Spiele der 1. Runde Süd finden vom 23. bis 26. August 2012 statt. Der Gewinner jeder Partie zieht in die 2. Runde des DHB-Pokals 2013 ein.
| Heimmannschaft                    | Liga | Endergebnis       | Liga | Gastmannschaft               | Datum & Zeit            |
| --------------------------------- | ---- | ----------------- | ---- | ---------------------------- | ----------------------- |
| TVG Großsachsen                   | 3L   | 34 : 35 (21 : 20) | 3L   | TV Hochdorf                  | 23.08.12, Do. 20:30 Uhr |
| TV 05 Mülheim                     | OL   | 23 : 30 (08 : 18) | 3L   | TSV Bayer Dormagen           | 24.08.12, Fr. 19:30 Uhr |
| HSG Dutenhofen-Münchholzhausen II | OL   | 18 : 28 (10 : 15) | 2L   | ThSV Eisenach                | 24.08.12, Fr. 20:00 Uhr |
| SG Leutershausen                  | 2L   | 29 : 34 (12 : 19) | 2L   | Bergischer HC                | 24.08.12, Fr. 20:00 Uhr |
| TV Hüttenberg                     | 2L   | 33 : 23 (14 : 15) | 2L   | TSG Ludwigshafen-Friesenheim | 24.08.12, Fr. 20:15 Uhr |
| TV Groß-Umstadt                   | 3L   | 30 : 31 (16 : 17) | 2L   | SG BBM Bietigheim            | 25.08.12, Sa. 19:00 Uhr |
| HF Merzig/Brotdorf                | OL   | 20 : 27 (09 : 13) | 2L   | HC Erlangen                  | 25.08.12, Sa. 19:30 Uhr |
| TSV Weinsberg                     | OL   | 36 : 27 (16 : 13) | 3L   | ESV Lok Pirna                | 25.08.12, Sa. 20:00 Uhr |
| TuS Fürstenfeldbruck              | OL   | 31 : 35 (16 : 18) | 2L   | TV Bittenfeld                | 26.08.12, So. 16:00 Uhr |
| TSB Heilbronn-Horkheim            | 3L   | 28 : 27 (15 : 10) | 2L   | HG Saarlouis                 | 26.08.12, So. 17:00 Uhr |
| TV Bretten                        | 5L   | 29 : 17 (13 : 06) | 5L   | HSC Erfurt                   | 26.08.12, So. 17:00 Uhr |
| SG DJK Rimpar                     | 3L   | 26 : 34 (11 : 15) | 2L   | EHV Aue                      | 26.08.12, So. 17:00 Uhr |
| SG Saulheim                       | OL   | 29 : 30 (13 : 15) | 3L   | SG Köndringen/Teningen       | 26.08.12, So. 18:00 Uhr |

- Der TuS Ferndorf ist eine Runde weiter durch ein Freilos.

### 2. Runde
Die Auslosung der 2. Runde fand am 28. August 2012 um 19:00 Uhr statt. In der 2. Runde nahmen keine Mannschaften aus der 1. Bundesliga teil. Die Ligen der Teams entsprechen der Saison 2012/13. Für die 2. Runde waren folgende Mannschaften qualifiziert:
| 2. Bundesliga | 3. Liga | Oberliga                                                         | 5. Liga                |
| - Bergischer HC - TV Hüttenberg - Eintracht Hildesheim - HC Erlangen - SC DHfK Leipzig - ASV Hamm-Westfalen - TV Emsdetten - ThSV Eisenach - SG Bietigheim-Metterzimmern - HSG Nordhorn-Lingen - VfL Bad Schwartau - TV Bittenfeld - SV Post Schwerin - HC Empor Rostock - EHV Aue - SV Henstedt-Ulzburg - TuS Ferndorf | Staffel Nord - 1. VfL Potsdam - HF Springe Staffel West - TV Korschenbroich - TSV Bayer Dormagen - ART Düsseldorf Staffel Süd - TSB Heilbronn-Horkheim - TV Hochdorf - SG Köndringen/Teningen | Niederrhein - TV Jahn Hiesfeld Baden-Württemberg - TSV Weinsberg | Badenliga - TV Bretten |

Die Spiele der 2. Runde fanden am 23./25./26. September 2012 statt. Der Gewinner jeder Partie zog in die 3. Runde des DHB-Pokals 2013 ein.
| Heimmannschaft         | Liga | Endergebnis       | Liga | Gastmannschaft         | Datum & Zeit            |
| ---------------------- | ---- | ----------------- | ---- | ---------------------- | ----------------------- |
| TV Jahn Hiesfeld       | OL   | 23 : 42 (12 : 20) | 2L   | Eintracht Hildesheim   | 23.09.12, So. 17:00 Uhr |
| EHV Aue                | 2L   | 28 : 31 (14 : 14) | 2L   | TuS Ferndorf           | 25.09.12, Di. 19:00 Uhr |
| TV Korschenbroich      | 3L   | 30 : 33 (15 : 20) | 2L   | ASV Hamm-Westfalen     | 25.09.12, Di. 19:30 Uhr |
| TSB Heilbronn/Horkheim | 3L   | 26 : 28 (10 : 16) | 2L   | SG BBM Bietigheim      | 25.09.12, Di. 20:30 Uhr |
| HSG Nordhorn-Lingen    | 2L   | 31 : 24 (11 : 13) | 2L   | Post Schwerin          | 26.09.12, Mi. 19:30 Uhr |
| 1. VfL Potsdam         | 3L   | 27 : 29 (12 : 13) | 2L   | TV Emsdetten           | 26.09.12, Mi. 19:30 Uhr |
| HC Erlangen            | 2L   | 32 : 19 (17 : 09) | 3L   | TSV Bayer Dormagen     | 26.09.12, Mi. 20:00 Uhr |
| TSV Weinsberg          | OL   | 40 : 28 (20 : 16) | 3L   | SG Köndringen/Teningen | 26.09.12, Mi. 20:00 Uhr |
| TV Hüttenberg          | 2L   | 39 : 32 (17 : 17) | 2L   | TV Bittenfeld          | 26.09.12, Mi. 20:00 Uhr |
| TV Bretten             | 5L   | 30 : 36 (15 : 19) | 2L   | Bergischer HC          | 26.09.12, Mi. 20:00 Uhr |
| ART Düsseldorf         | 3L   | 29 : 32 (14 : 13) | 2L   | SC DHfK Leipzig        | 26.09.12, Mi. 20:00 Uhr |
| SV Henstedt-Ulzburg    | 2L   | 25 : 27 (13 : 13) | 2L   | HC Empor Rostock       | 26.09.12, Mi. 20:00 Uhr |
| HF Springe             | 3L   | 33 : 34 (14 : 19) | 2L   | VfL Bad Schwartau      | 26.09.12, Mi. 20:00 Uhr |
| TV Hochdorf            | 3L   | 21 : 28 (10 : 16) | 2L   | ThSV Eisenach          | 26.09.12, Mi. 20:00 Uhr |

### 3. Runde
Die Auslosung der 3. Runde fand am 2. Oktober 2012 statt. Die Ligen der Teams entsprechen der Saison 2012/13. Für die 3. Runde waren folgende Mannschaften qualifiziert:
| Bundesliga | 2. Bundesliga | Oberliga                          |
| - THW Kiel - SG Flensburg-Handewitt - Füchse Berlin - HSV Hamburg - Rhein-Neckar Löwen - SC Magdeburg - TBV Lemgo - Frisch Auf Göppingen - TuS Nettelstedt-Lübbecke - MT Melsungen - VfL Gummersbach - TV Großwallstadt - TSV Hannover-Burgdorf - HBW Balingen-Weilstetten - HSG Wetzlar - GWD Minden - TUSEM Essen - TV 1893 Neuhausen | - Bergischer HC - TV Hüttenberg - Eintracht Hildesheim - HC Erlangen - SC DHfK Leipzig - ASV Hamm-Westfalen - TV Emsdetten - ThSV Eisenach - SG Bietigheim-Metterzimmern - HSG Nordhorn-Lingen - VfL Bad Schwartau - HC Empor Rostock - TuS Ferndorf | Baden-Württemberg - TSV Weinsberg |

Die Spiele der 3. Runde fanden am 21./23./24. Oktober 2012 statt. Der Gewinner jeder Partie zog in das Achtelfinale des DHB-Pokals 2013 ein.
| Heimmannschaft              | Liga | Endergebnis                      | Liga | Gastmannschaft           | Datum & Zeit            |
| --------------------------- | ---- | -------------------------------- | ---- | ------------------------ | ----------------------- |
| SG Bietigheim-Metterzimmern | 2L   | 31 : 26 (15 : 14)                | 2L   | HC Empor Rostock         | 21.10.12, So. 19:15 Uhr |
| Bergischer HC               | 2L   | 28 : 32 (14 : 14)                | 1L   | HSV Hamburg              | 23.10.12, Di. 19:30 Uhr |
| TuS Nettelstedt-Lübbecke    | 1L   | 32 : 28 (18 : 12)                | 1L   | Füchse Berlin            | 23.10.12, Di. 19:30 Uhr |
| ASV Hamm-Westfalen          | 2L   | 21 : 28 (10 : 11)                | 2L   | HC Erlangen              | 23.10.12, Di. 19:45 Uhr |
| TuS Ferndorf                | 2L   | 31 : 42 (15 : 25)                | 1L   | SG Flensburg-Handewitt   | 24.10.12, Mi. 19:00 Uhr |
| TBV Lemgo                   | 1L   | 31 : 33 (13 : 17)                | 1L   | TSV Hannover-Burgdorf    | 24.10.12, Mi. 19:00 Uhr |
| GWD Minden                  | 1L   | 27 : 23 (12 : 10)                | 1L   | TUSEM Essen              | 24.10.12, Mi. 19:30 Uhr |
| ThSV Eisenach               | 2L   | 27 : 20 (14 : 13)                | 1L   | TV Großwallstadt         | 24.10.12, Mi. 19:30 Uhr |
| VfL Bad Schwartau           | 2L   | 33 : 30 (14 : 12)                | 1L   | HSG Wetzlar              | 24.10.12, Mi. 19:30 Uhr |
| VfL Gummersbach             | 1L   | 25 : 32 (10 : 16)                | 1L   | Rhein-Neckar Löwen       | 24.10.12, Mi. 19:30 Uhr |
| HSG Nordhorn-Lingen         | 2L   | 31 : 30 (14 : 17)                | 2L   | Eintracht Hildesheim     | 24.10.12, Mi. 19:30 Uhr |
| TV Emsdetten                | 2L   | 33 : 20 (20 : 09)                | 1L   | TV 1893 Neuhausen        | 24.10.12, Mi. 19:30 Uhr |
| SC DHfK Leipzig             | 2L   | 27 : 43 (15 : 23)                | 1L   | THW Kiel                 | 24.10.12, Mi. 19:30 Uhr |
| TSV Weinsberg               | OL   | 24 : 44 (16 : 22)                | 1L   | MT Melsungen             | 24.10.12, Mi. 20:00 Uhr |
| TV Hüttenberg               | 2L   | 30 : 32 (14 : 15)                | 1L   | HBW Balingen-Weilstetten | 24.10.12, Mi. 20:00 Uhr |
| Frisch Auf Göppingen        | 1L   | 35 : 37 n. V. (33 : 33, 16 : 19) | 1L   | SC Magdeburg             | 24.10.12, Mi. 20:15 Uhr |

### Achtelfinale
Die Auslosung des Achtelfinales fand am 27. Oktober 2012 statt. Die Ligen der Teams entsprechen der Saison 2012/13. Für das Achtelfinale waren folgende Mannschaften qualifiziert:
| Bundesliga | 2. Bundesliga |
| - HSV Hamburg - TuS Nettelstedt-Lübbecke - SG Flensburg-Handewitt - TSV Hannover-Burgdorf - GWD Minden - Rhein-Neckar Löwen - THW Kiel - HBW Balingen-Weilstetten - SC Magdeburg - MT Melsungen | - SG Bietigheim-Metterzimmern - HC Erlangen - ThSV Eisenach - VfL Bad Schwartau - HSG Nordhorn-Lingen - TV Emsdetten |

Die Spiele des Achtelfinales fanden am 11. und 12. Dezember 2012 statt. Der Gewinner jeder Partie zog in das Viertelfinale des DHB-Pokals 2013 ein.
| Heimmannschaft              | Liga | Endergebnis                      | Liga | Gastmannschaft           | Datum & Zeit            |
| --------------------------- | ---- | -------------------------------- | ---- | ------------------------ | ----------------------- |
| GWD Minden                  | 1L   | 27 : 26 (11 : 12)                | 1L   | TuS Nettelstedt-Lübbecke | 11.12.12, Di. 20:15 Uhr |
| Rhein-Neckar Löwen          | 1L   | 34 : 33 n. V. (27 : 27, 14 : 15) | 1L   | SC Magdeburg             | 12.12.12, Mi. 19:00 Uhr |
| ThSV Eisenach               | 2L   | 24 : 15 (13 : 07)                | 2L   | HC Erlangen              | 12.12.12, Mi. 19:30 Uhr |
| VfL Bad Schwartau           | 2L   | 26 : 35 (10 : 19)                | 1L   | THW Kiel                 | 12.12.12, Mi. 19:30 Uhr |
| TV Emsdetten                | 2L   | 29 : 30 (13 : 14)                | 1L   | HSV Hamburg              | 12.12.12, Mi. 19:30 Uhr |
| HSG Nordhorn-Lingen         | 2L   | 19 : 35 (10 : 16)                | 1L   | SG Flensburg-Handewitt   | 12.12.12, Mi. 19:30 Uhr |
| SG Bietigheim-Metterzimmern | 2L   | 17 : 34 (09 : 18)                | 1L   | TSV Hannover-Burgdorf    | 12.12.12, Mi. 20:00 Uhr |
| MT Melsungen                | 1L   | 27 : 23 (12 : 10)                | 1L   | HBW Balingen-Weilstetten | 12.12.12, Mi. 20:15 Uhr |

### Viertelfinale
Die Auslosung des Viertelfinales fand am 18. Dezember 2012 statt. Die Ligen der Teams entsprechen der Saison 2012/13. Für das Viertelfinale waren folgende Mannschaften qualifiziert:
| Bundesliga | 2. Bundesliga   |
| - GWD Minden - Rhein-Neckar Löwen - THW Kiel - HSV Hamburg - SG Flensburg-Handewitt - TSV Hannover-Burgdorf - MT Melsungen | - ThSV Eisenach |

Die Spiele des Viertelfinales fanden vom 4. bis 6. Februar 2013 statt. Der Gewinner jeder Partie zog in das Final Four des DHB-Pokals 2013 ein.
| Heimmannschaft         | Liga | Endergebnis       | Liga | Gastmannschaft        | Datum & Zeit            |
| ---------------------- | ---- | ----------------- | ---- | --------------------- | ----------------------- |
| HSV Hamburg            | 1L   | 33 : 31 (18 : 17) | 1L   | TSV Hannover-Burgdorf | 04.02.13, Mo. 19:30 Uhr |
| SG Flensburg-Handewitt | 1L   | 24 : 20 (11 : 12) | 1L   | Rhein-Neckar Löwen    | 05.02.13, Di. 20:15 Uhr |
| ThSV Eisenach          | 2L   | 25 : 31 (14 : 18) | 1L   | MT Melsungen          | 06.02.13, Mi. 19:30 Uhr |
| GWD Minden             | 1L   | 22 : 30 (11 : 14) | 1L   | THW Kiel              | 06.02.13, Mi. 20:30 Uhr |

## Final Four

### Halbfinale
Die Auslosung der Halbfinals fand am 12. Februar 2013 statt. Für das Halbfinale waren folgende Mannschaften qualifiziert:
| Bundesliga                                                       |
| - HSV Hamburg - SG Flensburg-Handewitt - MT Melsungen - THW Kiel |

Die Spiele des Halbfinales fanden am 13. April 2013 statt. Der Gewinner jeder Partie zog in das Finale des DHB-Pokals 2013 ein.
| Heimmannschaft         | Endergebnis                    | Gastmannschaft | Datum & Zeit            |
| ---------------------- | ------------------------------ | -------------- | ----------------------- |
| SG Flensburg-Handewitt | 26 : 25 n. V. (23 : 23, 14:13) | HSV Hamburg    | 13.04.13, Sa. 15:00 Uhr |
| MT Melsungen           | 23 : 35 (14 : 16)              | THW Kiel       | 13.04.13, Sa. 17:45 Uhr |

1. Halbfinale

13. April 2013 in Hamburg, O2 World, 15:00 Uhr, 13.000 Zuschauer
SG Flensburg-Handewitt: Andersson, Rasmussen – Karlsson   , Machulla, Eggert (3/1), Glandorf (6), Mogensen   (4), Svan Hansen (3), Weinhold (4), Đorđić, Heinl, Gústafsson , Kaufmann (4), Knudsen (2)
HSV Hamburg: Bitter, Beutler – Kraus (4), Schröder  (3), Duvnjak   (6), Jansen  (3), Lacković, Flohr, Vori   (2), Lindberg (2), Nilsson, Lijewski   (2), Hens , Petersen (3/3)
Schiedsrichter: Holger Fleisch & Jürgen Rieber
2. Halbfinale

13. April 2013 in Hamburg, O2 World, 17:45 Uhr, 13.000 Zuschauer
MT Melsungen: Appelgren, Sandström – Stenbäcken (2), Månsson (1), Kubeš    (1), Fahlgren  (3), Schröder (2), Hildebrand, Danner   (1), Pregler, Karipidis (1), Zufelde, Allendorf  (8), Vučković (4)
THW Kiel: Omeyer, Palicka – Toft Hansen   (1), Sigurðsson (4), Ahlm   (1), Wiencek  (2), Ekberg (4), Zeitz (2), Pálmarsson (3), Narcisse (2), Ilić   (3), Klein, Jícha (3), Vujin (10/4)
Schiedsrichter: Robert Schulze & Tobias Tönnies

### Finale
Das Finale fand am 14. April 2013 statt. Der Gewinner der Partie war Sieger des DHB-Pokals 2013.
| Heimmannschaft         | Endergebnis       | Gastmannschaft | Datum & Zeit            |
| ---------------------- | ----------------- | -------------- | ----------------------- |
| SG Flensburg-Handewitt | 30 : 33 (16 : 12) | THW Kiel       | 14.04.13, So. 14:00 Uhr |

14. April 2013 in Hamburg, O2 World, 14:00 Uhr, 13.052 Zuschauer
SG Flensburg-Handewitt: Andersson, Rasmussen – Karlsson  , Machulla, Eggert (3/2), Glandorf , Mogensen (9), Svan Hansen  (4), Weinhold (5), Đorđić (4), Heinl, Gústafsson, Kaufmann   (3), Knudsen     (2)
THW Kiel: Omeyer , Palicka – Toft Hansen, Sigurðsson  (7), Sprenger   (3), Ahlm   (2), Wiencek, Ekberg, Pálmarsson (5), Narcisse (6), Ilić , Klein, Jícha  (5/2), Vujin  (5/1)
Schiedsrichter: Lars Geipel & Marcus Helbig